# Fontainea australis
Fontainea australis là một loài thực vật có hoa trong họ Đại kích. Loài này được Jessup & Guymer mô tả khoa học đầu tiên năm 1985.